# Who Is Princess?
Who Is Princess? (tạm dịch: Ai Là Công Chúa?) là một chương trình truyền hình thực tế sống còn của Nhật Bản. Chương trình là dự án hợp tác giữa FNC Entertainment Japan và Nippon TV với mục đích tạo ra một nhóm nhạc nữ Nhật Bản hướng đến khán giả toàn cầu. Chương trình được dẫn dắt bởi Nishikawa Takanori. Những người chiến thắng chương trình ra mắt với tư cách là nhóm Prikil vào tháng 5 năm 2022.
Who Is Princess? được công chiếu vào ngày 5 tháng 10 năm 2021 và có sẵn để phát trực tuyến trên Hulu Japan, GyaO!, Weverse, SoftBank VR Square và iQIYI. Một phiên bản rút gọn đã được đăng nhiều kỳ trên chương trình tạp kỹ Shu-ichi của Nippon TV với lời bình luận trực tiếp từ các tham luận viên của chương trình bắt đầu từ ngày 3 tháng 10 năm 2021.

## Nội dung
Who Is Princess? được công bố lên sóng vào ngày 19 tháng 9 năm 2021. Chương trình được thực hiện với sự hợp tác của FNC Entertainment và Nippon TV nhằm tạo ra một nhóm nhạc nữ Nhật Bản gồm 5 thành viên với ý tưởng "girl crush" nhắm đến khán giả toàn cầu trong số 15 thí sinh. Bài hát chủ đề là "Fun" do Galactica sáng tác và video âm nhạc của nó được phát hành cùng ngày thông báo, với phần vũ đạo do Kiel Tutin biên đạo. Chương trình được dự kiến phát sóng trên Hulu Japan, GyaO!, Weverse, SoftBank VR Square, và iQiyi bắt đầu từ ngày 5 tháng 10 năm 2021. Một phiên bản rút gọn đã được đăng nhiều kỳ trên chương trình tạp kỹ Shu-ichi của Nippon TV với lời bình luận trực tiếp từ các tham luận viên của chương trình bắt đầu từ ngày 3 tháng 10 năm 2021.
Chương trình được dẫn dắt bởi Nishikawa Takanori. Những người cố vấn, được gọi là "huấn luyện viên oni", bao gồm Bae Eun-kyoung (vũ đạo), Ryoko Sato (thanh nhạc) và Kawakita Mayuko (người mẫu).

## Thí sinh
Các thí sinh trong Who Is Princess? bao gồm 15 cô gái, với độ tuổi trung bình kết hợp là 15,6.
| Thí sinh | Tỉnh/Thành phố | Tuổi | Kinh nghiệm vũ đạo |
| -------- | -------------- | ---- | ------------------ |
| Rin      | Fukuoka        | 13   | 8 năm              |
| Rinko    | Chiba          | 14   | 1 năm              |
| Sena     | Tokyo          | 13   | 4 năm              |
| Yuu      | Saitama        | 17   | 4 năm              |
| Ran      | Saitama        | 14   | 2 năm              |
| Rio      | Fukushima      | 17   | 11 năm             |
| Uta      | Osaka          | 14   | 1 năm              |
| Nana     | Tokyo          | 14   | 9 năm              |
| Yumeko   | Tokyo          | 18   | 11 năm             |
| Rinka    | Kumamoto       | 19   | 2 năm              |
| Coco     | Saitama        | 17   | 1 năm              |
| Honoka   | Saitama        | 16   | 2 năm              |
| Nijika   | Fukuoka        | 16   | 9 năm              |
| Aina     | Osaka          | 18   | 13 năm             |
| Yukino   | Kyoto          | 14   | 5 năm              |

## Các tập phát sóng
| 1            | "Tập 1"          | 5 tháng 10 năm 2021  |
| 2            | "Tập 2"          | 12 tháng 10 năm 2021 |
| 3            | "Tập 3"          | 19 tháng 10 năm 2021 |
| 4            | "Tập 4"          | 26 tháng 10 năm 2021 |
| 5            | "Tập 5"          | 31 tháng 10 năm 2021 |
| 6            | "Tập 6"          | 7 tháng 11 năm 2021  |
| 7            | "Tập 7"          | 12 tháng 11 năm 2021 |
| 8            | "Tập 8"          | 19 tháng 11 năm 2021 |
| 9            | "Tập 9"          | 26 tháng 11 năm 2021 |
| 10           | "Tập 10"         | 6 tháng 12 năm 2021  |
| 11           | "Tập 11"         | 11 tháng 12 năm 2021 |
| 12           | "Tập 12"         | 18 tháng 12 năm 2021 |
| 13           | "Tập 13"         | 10 tháng 1 năm 2022  |
| 14           | "Tập 14"         | 17 tháng 1 năm 2022  |
| 15           | "Tập 15"         | 23 tháng 1 năm 2022  |
| Tập đặc biệt |                  |                      |
| ĐB1          | "Tập đặc biệt 1" | 25 tháng 12 năm 2021 |
| ĐB2          | "Tập đặc biệt 2" | 3 tháng 1 năm 2022   |

## Xếp hạng
Các thí sinh được chia thành hai nhóm: Công chúa và Thách thức. Trở thành Công chúa tăng cơ hội ra mắt, trong khi trở thành Thách thức tăng nguy cơ bị loại.

### Tổng kết
Chú thích màu sắc
| Thí sinh | Đánh giá   | Nhiệm vụ 1 (tập 1-3) | Nhiệm vụ 2 (tập 4-7) | Nhiệm vụ 3 (tập 8) | Nhiệm vụ 4 (tập 9-10) | Nhiệm vụ 5 (tập 11-12) | Nhiệm vụ Chung kết (tập 13-15) |
| -------- | ---------- | -------------------- | -------------------- | ------------------ | --------------------- | ---------------------- | ------------------------------ |
| Uta      | Công chúa  | Thách thức           | Thách thức           | Công chúa          | Thách thức            | Công chúa              | Ra mắt                         |
| Rinko    | Công chúa  | Công chúa            | Công chúa            | Thách thức         | Công chúa             | Thách thức             | Ra mắt                         |
| Rin      | Thách thức | Công chúa            | Công chúa            | Thách thức         | Thách thức            | Công chúa              | Ra mắt                         |
| Yukino   | Thách thức | Thách thức           | Thách thức           | Thách thức         | Thách thức            | Thách thức             | Ra mắt                         |
| Nana     | Công chúa  | Công chúa            | Công chúa            | Công chúa          | Công chúa             | Thách thức             | Ra mắt                         |
| Yumeko   | Công chúa  | Công chúa            | Công chúa            | Thách thức         | Công chúa             | Công chúa              | Bị loại                        |
| Honoka   | Thách thức | Thách thức           | Công chúa            | Thách thức         | Công chúa             | Công chúa              | Bị loại                        |
| Rio      | Công chúa  | Công chúa            | Thách thức           | Công chúa          | Thách thức            | Công chúa              | Bị loại                        |
| Yuu      | Thách thức | Thách thức           | Thách thức           | Thách thức         | Công chúa             | Thách thức             | Bị loại                        |
| Nijika   | Công chúa  | Công chúa            | Công chúa            | Công chúa          | Công chúa             | Thách thức             | Bị loại                        |
| Ran      | Thách thức | Thách thức           | Thách thức           | Công chúa          | Thách thức            | Bị loại                | Bị loại                        |
| Aina     | Thách thức | Công chúa            | Thách thức           | Thách thức         | Thách thức            | Bị loại                | Bị loại                        |
| Coco     | Thách thức | Thách thức           | Công chúa            | Công chúa          | Bị loại               | Bị loại                | Bị loại                        |
| Rinka    | Công chúa  | Thách thức           | Bị loại              | Bị loại            | Bị loại               | Bị loại                | Bị loại                        |
| Sena     | Thách thức | Bị loại              | Bị loại              | Bị loại            | Bị loại               | Bị loại                | Bị loại                        |

### Boys Group Dance Battle
Nhiệm vụ 1 là Boys Group Dance Battle. Trong tập 1 đến tập 3, các thí sinh được Bae Eun-kyung chia thành hai nhóm, Công chúa và Thách thức, sau khi đánh giá video âm nhạc "Fun". Mỗi nhóm được giao vũ đạo từ các bài hát của nhóm nhạc nam. Sau đó, các thí sinh sẽ được phân nhóm lại dựa trên đánh giá của cố vấn và một thí sinh trong nhóm Thách thức sẽ bị loại khỏi chương trình.
| Thứ tự | Nhóm       | Thí sinh | Bài hát                  | Kết quả    |
| ------ | ---------- | -------- | ------------------------ | ---------- |
| 1      | Thách thức | Coco     | "Kick It" (NCT 127)      | Thách thức |
| 1      | Thách thức | Ran      | "Kick It" (NCT 127)      | Thách thức |
| 1      | Thách thức | Yuu      | "Kick It" (NCT 127)      | Thách thức |
| 1      | Thách thức | Yukino   | "Kick It" (NCT 127)      | Thách thức |
| 1      | Thách thức | Aina     | "Kick It" (NCT 127)      | Công chúa  |
| 1      | Thách thức | Sena     | "Kick It" (NCT 127)      | Bị loại    |
| 1      | Thách thức | Honoka   | "Kick It" (NCT 127)      | Thách thức |
| 1      | Thách thức | Rin      | "Kick It" (NCT 127)      | Công chúa  |
| 2      | Công chúa  | Nijika   | "Back Door" (Stray Kids) | Công chúa  |
| 2      | Công chúa  | Rinka    | "Back Door" (Stray Kids) | Thách thức |
| 2      | Công chúa  | Uta      | "Back Door" (Stray Kids) | Thách thức |
| 2      | Công chúa  | Nana     | "Back Door" (Stray Kids) | Công chúa  |
| 2      | Công chúa  | Yumeko   | "Back Door" (Stray Kids) | Công chúa  |
| 2      | Công chúa  | Rio      | "Back Door" (Stray Kids) | Công chúa  |
| 2      | Công chúa  | Rinko    | "Back Door" (Stray Kids) | Công chúa  |

### Solo Performance Battle
Nhiệm vụ 2 là Solo Performance Battle. Trong các tập từ 4 đến 7, mỗi Công chúa và Người thách đấu phải đấu tay đôi trong một trận chiến biểu diễn hai vòng bao gồm biểu diễn giọng hát và biểu diễn vũ đạo. Ryoko Sato được giới thiệu là huấn luyện viên thanh nhạc, trong khi Bae Eun-kyoung giám sát phần trình diễn vũ đạo. Các thí sinh sau đó được phân bổ lại các nhóm dựa trên người cố vấn, với một thí sinh trong nhóm Thách thức bị loại khỏi chương trình.
| Thứ tự | Thí sinh | Bài hát (phần hát)                       | Bài hát (phần vũ đạo)      | Kết quả (thắng/bại) | Kết quả    |
| ------ | -------- | ---------------------------------------- | -------------------------- | ------------------- | ---------- |
| 1      | Yumeko   | "Yonaga Uta" (Kami wa Saikoro o Furanai) | "Hard Carry" (Got7)        | Thắng               | Công chúa  |
| 1      | Uta      | "Yonaga Uta" (Kami wa Saikoro o Furanai) | "Hard Carry" (Got7)        | Bại                 | Thách thức |
| 2      | Rio      | "Tada Kimi ni Hare" (Yorushika)          | "Sayonara Hitori" (Taemin) | Bại                 | Thách thức |
| 2      | Honoka   | "Tada Kimi ni Hare" (Yorushika)          | "Sayonara Hitori" (Taemin) | Thắng               | Công chúa  |
| 3      | Rinko    | "Tadashiku Narenai" (Zutomayo)           | "Latata" ((G)I-dle)        | Thắng               | Công chúa  |
| 3      | Yukino   | "Tadashiku Narenai" (Zutomayo)           | "Latata" ((G)I-dle)        | Bại                 | Thách thức |
| 4      | Aina     | "Strange Clouds" (B.o.B)                 | "Hip" (Mamamoo)            | Bại                 | Thách thức |
| 4      | Coco     | "Strange Clouds" (B.o.B)                 | "Hip" (Mamamoo)            | Thắng               | Công chúa  |
| 5      | Nijika   | "Hana ni Bōrei" (Yorushika)              | "I Can't Stop Me" (Twice)  | Thắng               | Công chúa  |
| 5      | Rinka    | "Hana ni Bōrei" (Yorushika)              | "I Can't Stop Me" (Twice)  | Bại                 | Bị loại    |
| 6      | Rin      | "24-25" (Iri)                            | "Not Shy" (Itzy)           | Thắng               | Công chúa  |
| 6      | Ran      | "24-25" (Iri)                            | "Not Shy" (Itzy)           | Bại                 | Thách thức |
| 7      | Nana     | "Snow Jam" (Rinne)                       | "Shine" (Pentagon)         | Thắng               | Công chúa  |
| 7      | Yuu      | "Snow Jam" (Rinne)                       | "Shine" (Pentagon)         | Bại                 | Thách thức |

### PopteenPhoto Shooting Battle
Nhiệm vụ 3 là Popteen Photo Shooting Battle, do Kawakita Mayuko dẫn đầu với tư cách là cố vấn cho các thí sinh.  Các thí sinh được giao nhiệm vụ chọn và phối hợp một bộ trang phục từ 551 món đồ theo một chủ đề, với buổi chụp ảnh được đăng trên tạp chí Popteen số tháng 1 năm 2022. Khi kết thúc, các thí sinh được đánh giá bởi Nishikawa, Kawakita, và người mẫu Popteen Non Koizumi và Yume Kawabata thông qua một buổi trình diễn trên sàn diễn và một buổi chụp hình. Nishikawa thông báo  không có ai bị loại ở nhiệm vụ này.
| Thứ tự | Thí sinh | Chủ đề       | Kết quả    |
| ------ | -------- | ------------ | ---------- |
| 1      | Honoka   | Ulzzang      | Thách thức |
| 2      | Nana     | Ulzzang      | Công chúa  |
| 3      | Rinko    | Nữ tính      | Thách thức |
| 4      | Coco     | Trưởng thành | Công chúa  |
| 5      | Nijika   | Ulzzang      | Công chúa  |
| 6      | Rin      | Trưởng thành | Thách thức |
| 7      | Yumeko   | Trưởng thành | Thách thức |
| 8      | Ran      | Đường phố    | Công chúa  |
| 9      | Yukino   | Nữ tính      | Thách thức |
| 10     | Uta      | Đường phố    | Công chúa  |
| 11     | Aina     | Đường phố    | Thách thức |
| 12     | Rio      | Thể thao     | Công chúa  |
| 13     | Yuu      | Thể thao     | Thách thức |

### J-pop × K-pop Performance Battle
Nhiệm vụ 4 là J-pop × K-pop Perrformance Battle trong đó  hai nhóm Công chúa và Thách thức được chia thành ba đội. Mỗi đội sẽ biểu diễn một bài hát J-pop với vũ đạo K-pop nguyên bản. Một thí sinh của đội thua cuộc sẽ bị loại.
| Thứ tự | Đội                                                         | Thí sinh             | Bài hát                                                          | Kết quả (xếp thứ) | Kết quả    |
| ------ | ----------------------------------------------------------- | -------------------- | ---------------------------------------------------------------- | ----------------- | ---------- |
| 1      | Hanabi                                                      | Nana (trưởng nhóm)   | "Yoru ni Kakeru" (Yoasobi)                                       | Nhất              | Công chúa  |
| 1      | Hanabi                                                      | Nijika               | "Yoru ni Kakeru" (Yoasobi)                                       | Nhất              | Công chúa  |
| 1      | Hanabi                                                      | Rinko                | "Yoru ni Kakeru" (Yoasobi)                                       | Nhất              | Công chúa  |
| 1      | Hanabi                                                      | Yukino               | "Yoru ni Kakeru" (Yoasobi)                                       | Nhất              | Thách thức |
| 2      | Destiny                                                     | Coco                 | "Pretender (Official Hige Dandism song)" (Official Hige Dandism) | Ba                | Bị loại    |
| 2      | Destiny                                                     | Rio                  | "Pretender (Official Hige Dandism song)" (Official Hige Dandism) | Ba                | Thách thức |
| 2      | Destiny                                                     | Aina                 | "Pretender (Official Hige Dandism song)" (Official Hige Dandism) | Ba                | Thách thức |
| 2      | Destiny                                                     | Yuu                  | "Pretender (Official Hige Dandism song)" (Official Hige Dandism) | Ba                | Công chúa  |
| 2      | Destiny                                                     | Honoka               | "Pretender (Official Hige Dandism song)" (Official Hige Dandism) | Ba                | Công chúa  |
| 3      | Transient Bloom of Blood-red Flowers (血華儚咲 Kekka Bōshō) | Uta                  | "Gurenge" (Lisa)                                                 | Nhì               | Thách thức |
| 3      | Transient Bloom of Blood-red Flowers (血華儚咲 Kekka Bōshō) | Ran                  | "Gurenge" (Lisa)                                                 | Nhì               | Thách thức |
| 3      | Transient Bloom of Blood-red Flowers (血華儚咲 Kekka Bōshō) | Yumeko (trưởng nhóm) | "Gurenge" (Lisa)                                                 | Nhì               | Công chúa  |
| 3      | Transient Bloom of Blood-red Flowers (血華儚咲 Kekka Bōshō) | Rin                  | "Gurenge" (Lisa)                                                 | Nhì               | Thách thức |

### Girls Group Performance Battle
Nhiệm vụ 5 là Nhiệm vụ Bán kết, sau này được đổi tên thành Girls Group Performance Battle, nơi hai nhóm Công chúa và Thách thức biểu diễn một bài hát của một nhóm nhạc nữ K-pop. Hai thí sinh của nhóm Thách thức sẽ bị loại khỏi chương trình.
| Thứ tự | Nhóm       | Thí sinh | Bài hát                         | Kết quả    |
| ------ | ---------- | -------- | ------------------------------- | ---------- |
| 1      | Thách thức | Yukino   | "How You Like That" (Blackpink) | Thách thức |
| 1      | Thách thức | Uta      | "How You Like That" (Blackpink) | Công chúa  |
| 1      | Thách thức | Rin      | "How You Like That" (Blackpink) | Công chúa  |
| 1      | Thách thức | Ran      | "How You Like That" (Blackpink) | Bị loại    |
| 1      | Thách thức | Rio      | "How You Like That" (Blackpink) | Công chúa  |
| 1      | Thách thức | Aina     | "How You Like That" (Blackpink) | Bị loại    |
| 2      | Công chúa  | Nana     | "Wannabe" (Itzy)                | Thách thức |
| 2      | Công chúa  | Nijika   | "Wannabe" (Itzy)                | Thách thức |
| 2      | Công chúa  | Rinko    | "Wannabe" (Itzy)                | Thách thức |
| 2      | Công chúa  | Yumeko   | "Wannabe" (Itzy)                | Công chúa  |
| 2      | Công chúa  | Honoka   | "Wannabe" (Itzy)                | Công chúa  |
| 2      | Công chúa  | Yuu      | "Wannabe" (Itzy)                | Thách thức |

### Original Song Performance Battle
Trong các tập 13 đến 15, Nhiệm vụ Chung kết được chia thành hai vòng. Các nhóm biểu diễn bài hát chủ đề "Fun" cho vòng đầu tiên và "Somebody" - bài hát gốc của Galactica cho vòng thứ hai. Cả hai vòng đều được Galactica làm giám khảo.
| Nhóm       | Thí sinh | Vòng 1 | Vòng 1  | Vòng 2 | Vòng 2     | Kết quả |
| Nhóm       | Thí sinh | Thứ tự | Bài hát | Thứ tự | Bài hát    | Kết quả |
| ---------- | -------- | ------ | ------- | ------ | ---------- | ------- |
| Thách thức | Nana     | 1      | "Fun"   | 1      | "Somebody" | Ra mắt  |
| Thách thức | Nijika   | 1      | "Fun"   | 1      | "Somebody" | Bị loại |
| Thách thức | Rinko    | 1      | "Fun"   | 1      | "Somebody" | Ra mắt  |
| Thách thức | Yuu      | 1      | "Fun"   | 1      | "Somebody" | Bị loại |
| Thách thức | Yukino   | 1      | "Fun"   | 1      | "Somebody" | Ra mắt  |
| Công chúa  | Yumeko   | 2      | "Fun"   | 2      | "Somebody" | Bị loại |
| Công chúa  | Rio      | 2      | "Fun"   | 2      | "Somebody" | Bị loại |
| Công chúa  | Honoka   | 2      | "Fun"   | 2      | "Somebody" | Bị loại |
| Công chúa  | Uta      | 2      | "Fun"   | 2      | "Somebody" | Ra mắt  |
| Công chúa  | Rin      | 2      | "Fun"   | 2      | "Somebody" | Ra mắt  |